# 浦东牡丹园
浦东牡丹园是位于中华人民共和国上海市浦东新区高行镇的一座公园。浦东牡丹园原位于浦东高行镇解放村，2002年4月开园，是上海第一个真正意义上的牡丹园，也是上海第一个由农民自筹资金建成的特色园林，一度成为江南最大牡丹园，有近3万株牡丹。因为浦东开发开放而被迫关停，並搬迁至现址兰谷路500弄。2022年，外高桥集团对公园进行整体改造，从上海浦东各地汇集了6栋百年民宅、4座古桥，2023年3月正式开园，是宠物友好公园。牡丹园亦承办浦东森兰牡丹节、森兰茶文化节等外高桥森兰地区的活动。